# 마루 밑 아리에티
《마루 밑 아리에티》(일본어: 借りぐらしのアリエッティ 가리구라시노 아리엣티[*], ‘빌려 사는 아리엣티’)는 스튜디오 지브리의 장편 애니메이션 영화로, 2010년 7월 17일 일본과 9월 9일 한국에서 각각 개봉되었다.
《벼랑위의 포뇨》이후 2년 만에 공개되는 이 작품은, 영국의 아동문학소설가 메리 노튼의 'The Borrowers'의 내용을 기본으로 하며, 미야자키 하야오 감독이 작품의 기획을, 일본텔레비전 출신의 요네바야시 히로마사(米林宏昌)가 감독을 맡았다. 일본 고가네이시의 옛날 민가의 마룻바닥 밑에 살고 있는 난장이들의 이야기이다.

## 줄거리
멸종 위기에 처한 소인족 아리에티 가족은 사람이 사는 집의 마루 밑에서 사람들의 음식을 몰래 빌려가면서 생활을 꾸려나간다. 그러나 사람들은 소인족을 가만히 놔두지 않으므로 절대 발각되지 않도록 주의하며 살아가고 있다.
어느날 집에 '쇼우'라는 소년이 와서 머물게 된다. 아리에티와 아빠가 함께 각설탕을 빌리러 온 자리에서 실수로 각설탕을 다시 갖다주는 등 아리에티를 이해해준다. 만나면 주려고 했다는 사실을 알게되고 쇼우는 선의의 목적으로 아리에티 가족에게 인형의 집을 준다. 하지만 다른사람에게 존재를 들킨 아리에티 가족은 고맙다는 인사도 못하고 떠나려던 중 쇼우의 고양이가 쇼우를 아리에티에게 데려다준다. 쇼우는 마지막 선물로 각설탕을 건네고 아리에티는 고마움의 표시로 자신의 머리 집게를 건네준다. 아리에티는 강을 따라서 새로운 집을 향해 떠난다.

## 목소리 출연
- 시다 미라이 - 아리에티
- 카미키 류노스케 - 쇼
- 오타케 시노부 - 호밀리
- 타케시타 케이코 - 사다코
- 후지와라 타츠야 - 스필라
- 미우라 토모카즈 - 포드
- 키키 키린 - 하루

### 한국판
- 이선영 - 아리에티
- 엄상현 - 쇼
- 최문자 - 호밀리
- 최수민 - 사다코
- 홍범기 - 스필라
- 장광 - 포드
- 이영주, 성선녀 - 하루
- 서원석 - 택배원
- 박서진, 임하진 - 청소용

### 영국판
- (2011 스튜디오카날)

- 시얼샤 로넌 - 아리에티
- 톰 홀랜드 - 쇼
- 올리비아 콜먼 - 호밀리
- 필리다 로 - 사다코
- 루크 앨런게일 - 스필라
- 마크 스트롱 - 포도
- 제럴딘 매큐언 - 하루

### 미국판
- (2012 디즈니)
- 브리짓 멘들러 - 아리에티
- 데이비드 헨리  - 쇼
- 에이미 폴러 - 호밀리
- 그레이시 폴레티 - 사다코
- 모이세스 아리아스 - 스필라
- 윌 아넷 - 포도
- 캐럴 버넷 - 하루

## 같이 보기
- 일본의 애니메이션 영화 흥행 기록